# Шевчук Василь Петрович
Шевчук Василь Петрович (31 січня 1933, с. Гурівці, Козятинський район, Вінницька область, УРСР — 9 грудня 2024) — доктор історичних наук (1975), професор (1976), науковець, педагог, фахівець у галузі історії. Кандидат у члени ЦК КПУ в 1976—1986 р.

## Біографія
Народився в селянській родині, батько загинув на фронті німецько-радянської війни. Після закінчення Глухівецької середньої школи, у 1951 році вступив на історичний факультет Вінницького педагогічного інституту імені М. Островського. У 1955 році закінчив історичний факультет Вінницького педагогічного інституту ім. М. Островського. У 1955 році працював учителем Сестринівської середньої школи Козятинського району Вінницької області.
З 1955 до 1958 року служив у Військово-морському флоті СРСР. Член КПРС з 1956 року.
Після демобілізації працював лаборантом кафедри марксизму-ленінізму Вінницького медичного інституту. У 1960—1963 роках навчався в аспірантурі кафедри історії КПРС історичного факультету Київського державного університету імені Т.Г. Шевченка. 1963 року захистив кандидатську дисертацію. 
З 1963 по 1975 рік працював асистентом, доцентом, професором кафедри історії КПРС Київського державного університету ім. Т. Г. Шевченка. У 1976 році обійняв посаду професора історичного факультету університету. Захистив у 1975 році докторську дисертацію.
З 1976 по 1983 рік працював секретарем партійного комітету КПУ Київського державного університету ім. Т. Г. Шевченка.
З 1983 року — завідувач кафедри історії КПРС для гуманітарних факультетів, у 1990–1995 роках завідував кафедрою політичної історії, потім — кафедрою історії для гуманітарних факультетів цього університету.
З 1998 року — професор кафедри історії та культури України Переяслав-Хмельницького державного педагогічного університету. З 2003 року — працював на кафедрі інформаційно-пропагандистського забезпечення та військової журналістики гуманітарного факультету Національної академії оборони України. Читав лекції для студентів та викладачів Лейпцизького університету (НДР) та університету Санта-Клара (Куба).
Входив до складу комісії Міністерства вищої та середньої спеціальної освіти СРСР, що займалася координацією наукової діяльності вузів країни. У 1993 році входив до складу секції суспільних наук за рішенням Президії Комітету з присудження Державних премій України у галузі науки і техніки.
З 2014 року і до останніх днів життя обіймав посаду головного наукового співробітника науково-дослідного центру воєнної історії Національного університету оборони України імені Івана Черняховського.
Похований 12 грудня 2024 року на Лісовому цвинтарі в Києві.

## Наукова школа
Підготував більше 50 кандидатів історичних наук, 10 докторантів. Понад 10 років був головою спецради з захисту кандидатських та докторських дисертацій. З 1993 року і до 2024 року був членом редколегії та головним редактором «Наукових записок з української історії» Університету Григорія Сковороди в Переяславі.
Учні:
- Киридон Петро Васильович (Чотирнадцятий з'їзд ВКП(б): історіографія, 1991 р.)[4]

## Основні праці
Автор понад 100-а наукових праць з історії України, українського державотворення, історії політичних партій, робітничого класу України тощо, серед яких:
- Історія української державності. Курс лекцій: Навч. посіб. для слухачів вищих закладів освіти України. — К., 1999.
- Історія України. Від стародавньої історії до 1917 р.: Навч. посіб. для слухачів Київського військового гуманітарного інституту Національної Академії оборони України. — К., 1999.
- Історія України: 1917–2001 рр.: Навч. посіб. для слухачів Київського військового гуманітарного інституту Національної Академії оборони України. — К., 2001.
- Історія України: Навч. посіб. для 11 класу середньої загальноосвітньої школи. — Запоріжжя, 2000.
- Соборність України. На шляху до об'єднання та утвердження української державності: Кн. 2. — К., 2002.
- Історія української державності: Посібник для слухачів Академії Національної Оборони України. — К., 2005

## Нагороди та відзнаки
- Заслужений працівник вищої школи Української РСР (1984).
- Орден Дружби народів,
- кілька медалей СРСР[2].
- Наказом міністра оборони України у 2011 р. нагороджений медаллю «За сприяння Збройним Силам України».
- У 2016 р. відзначений почесним нагрудним знаком Начальника Генерального штабу — Головнокомандувача Збройних Сил України «За самовіддану працю у Збройних силах України».

## Виноски
1. ↑  УГСП висловлює співчуття з приводу смерті доктора історичних наук, професора Василя Шевчука. Університет Григорія Сковороди в Переяславі. 11 грудня 2024. Процитовано 12 грудня 2024.{{cite web}}:  Обслуговування CS1: Сторінки з параметром url-status, але без параметра archive-url (посилання)
2. 1 2 3 4 5 6 7  Профіль [Архівовано 17 серпня 2013 у Wayback Machine.] на сайті Національної бібліотеки України
3. ↑  Історичний шлях кафедри історії для гуманітарних факультетів. Архів оригіналу за 8 грудня 2008. Процитовано 17 червня 2013. [Архівовано 2008-12-08 у Wayback Machine.]
4. ↑  Киридон П.В. XIV съезд ВКП (б): историография : автореф. дис ... канд. ист. наук : 07.00.01 / Петр Васильевич Киридон.– Киев : Б/в, 1991.– 28 с.[недоступне посилання з червня 2019]